# Suore carmelitane della Divina Provvidenza
Le suore carmelitane della Divina Provvidenza (in portoghese Irmãs Carmelitas da Divina Providência) sono un istituto religioso femminile di diritto pontificio: le suore di questa congregazione pospongono al loro nome la sigla C.D.P.

## Storia
La congregazione fu fondata da Rita de Cássia Aguiar che il 2 dicembre 1899, nella chiesa dei carmelitani di Rio de Janeiro, vestì l'abito carmelitano e prese il nome di suor Maria della Neve.
L'8 settembre 1907 João Francisco Braga, vescovo di Petrópolis, diede alla comunità della Aguiar lo statuto di congregazione religiosa di diritto diocesano.
La casa madre ebbe sede inizialmente a Saquarema, poi a Campos, quindi a Cataguases, a Mariana e, dal 1963, a Belo Horizonte.
L'istituto, aggregato all'ordine carmelitano dal 9 settembre 1913, ricevette il pontificio decreto di lode il 7 dicembre 1954.

## Attività e diffusione
Le suore si dedicano all'istruzione e all'educazione dell'infanzia e della gioventù e all'assistenza a poveri e ammalati.
Oltre che in Brasile, sono presenti in Argentina ed Ecuador; la sede generalizia è a Belo Horizonte.
Alla fine del 2008 la congregazione contava 249 religiose in 46 case.